# 延勝鄉
延勝鄉，是四川省鄰水縣曾经下辖的一个乡。

## 沿革[1]
1953年4月24日，延金鄉公所改稱延勝鄉人民政府。1956年1月16日，延勝鄉人民政府改稱延勝鄉人民委員會。1958年9月22日，延勝鄉人民委員會改稱延勝人民公社。1966年5月「文革」開始後，延勝人民公社工作受到干擾。1967年3月，由公社武裝幹部和群眾代表主持成立了延勝人民公社生產辦公室，負責公社日常工作。1993年併入城北鎮。

## 行政區劃
延勝鄉轄延勝村、景家溝村（新安）、三重堂村（和平）、文家坡村（中心）、平灘橋村（平安）、小漁灘村（同心）、人民村、茨竹村、林場村、子母石村（太平）、三樹村、白佳村。